# Die Datenschleuder

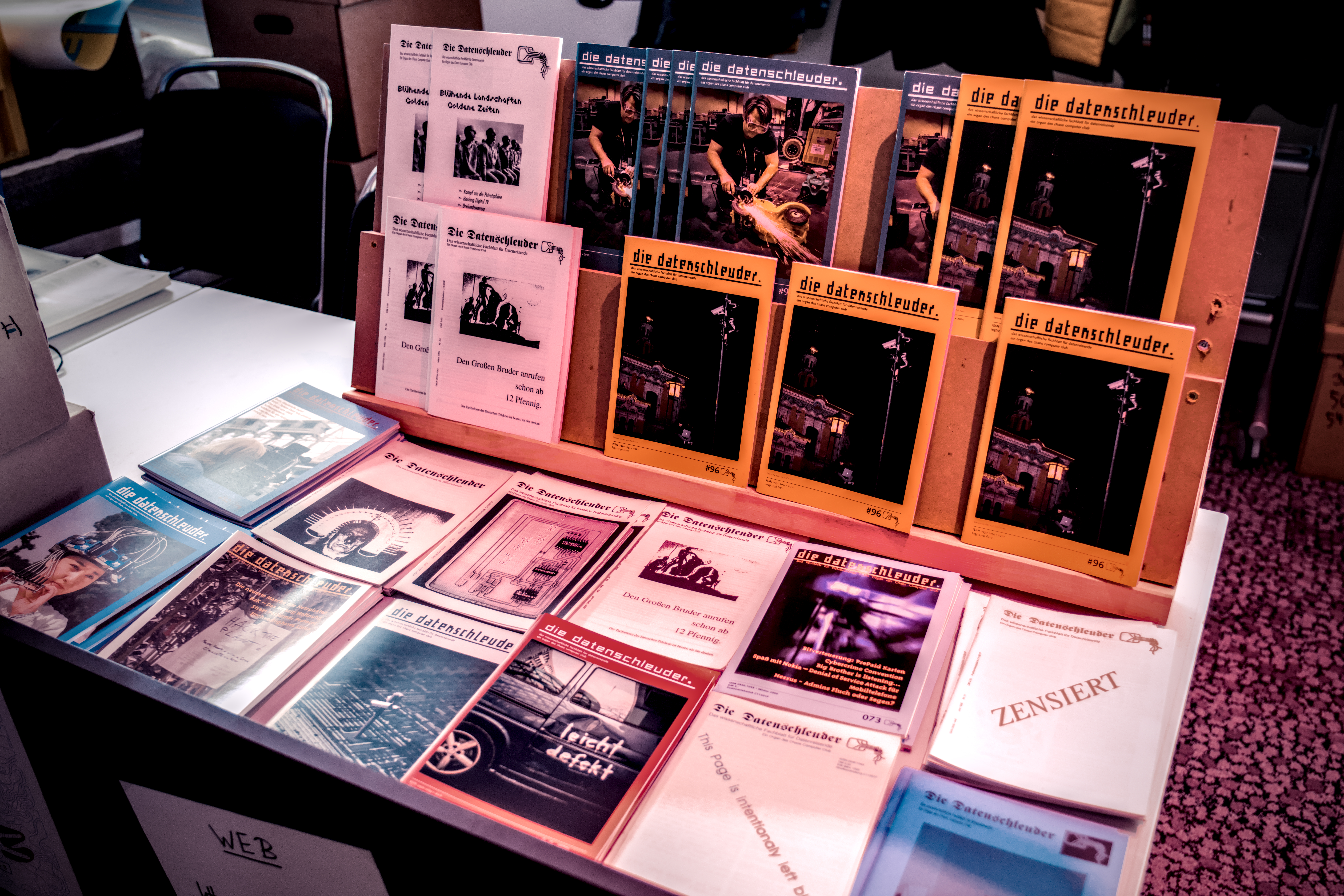
Auslage verschiedener Ausgaben der Datenschleuder auf dem 38. Chaos Communication Congress.

Die Datenschleuder. Das wissenschaftliche Fachblatt für Datenreisende ist die unregelmäßig erscheinende Zeitschrift des Chaos Computer Clubs (CCC). Sie erscheint seit 1984 und kann auch unabhängig von einer Mitgliedschaft im CCC abonniert und seit dem Jahr 2002 im Internet gelesen werden.
Themen sind vor allem die politischen und technischen Aspekte der digitalen Welt (Informationsfreiheit, Datenschutz, Videoüberwachung und Privatsphäre, Kryptographie etc.). Derzeit wird sie im DIN-Format A5 herausgegeben. Die Redaktion wird virtuell über das Internet betrieben, jedoch wird die Datenschleuder in Berlin gedruckt und von dort aus vertrieben.
Als Gimmick lag der Ausgabe #92 vom März 2008 eine Folie mit dem Fingerabdruck des damaligen Innenministers Wolfgang Schäuble bei.
Als Vorbild der Datenschleuder wird die 1971 gegründete US-Zeitschrift TAP – The Youth International Party Line (YIPL) genannt, die als Protest gegen den Vietnamkrieg Tipps zum kostenlosen Telefonieren verbreitete.

## Vergleichbare Zeitschriften
- 2600: The Hacker Quarterly (seit 1984)
- Bayrische Hackerpost (1984 bis 1987)
- Phrack (seit 1985)
- Hack-Tic (1989 bis 1994)
- PoC or GTFO